# Бонанза-Маунтен-Естейтс (Колорадо)
Бонанза-Маунтен-Естейтс (англ. Bonanza Mountain Estates) — переписна місцевість (CDP) в США, в окрузі Боулдер штату Колорадо. Населення — 127 осіб (2020).

## Географія
Бонанза-Маунтен-Естейтс розташована за координатами 39°58′37″ пн. ш. 105°28′46″ зх. д. / 39.97694° пн. ш. 105.47944° зх. д. (39.976890, -105.479577).  За даними Бюро перепису населення США в 2010 році переписна місцевість мала площу 0,44 км², уся площа — суходіл.

## Демографія
Згідно з переписом 2010 року, у переписній місцевості мешкало 128 осіб у 66 домогосподарствах у складі 41 родини. Густота населення становила 294 особи/км².  Було 74 помешкання (170/км²).
Расовий склад населення:
| - 95,3 % — білих - 2,3 % — азіатів |

До двох чи більше рас належало 2,3 %. Частка іспаномовних становила 0,8 % від усіх жителів.
За віковим діапазоном населення розподілялося таким чином: 14,1 % — особи молодші 18 років, 78,9 % — особи у віці 18—64 років, 7,0 % — особи у віці 65 років та старші. Медіана віку мешканця становила 49,0 року. На 100 осіб жіночої статі у переписній місцевості припадало 116,9 чоловіків;  на 100 жінок у віці від 18 років та старших — 120,0 чоловіків також старших 18 років.
Цивільне працевлаштоване населення становило 43 особи. Основні галузі зайнятості: науковці, спеціалісти, менеджери — 69,8 %, освіта, охорона здоров'я та соціальна допомога — 30,2 %.